# Patrick Metzger

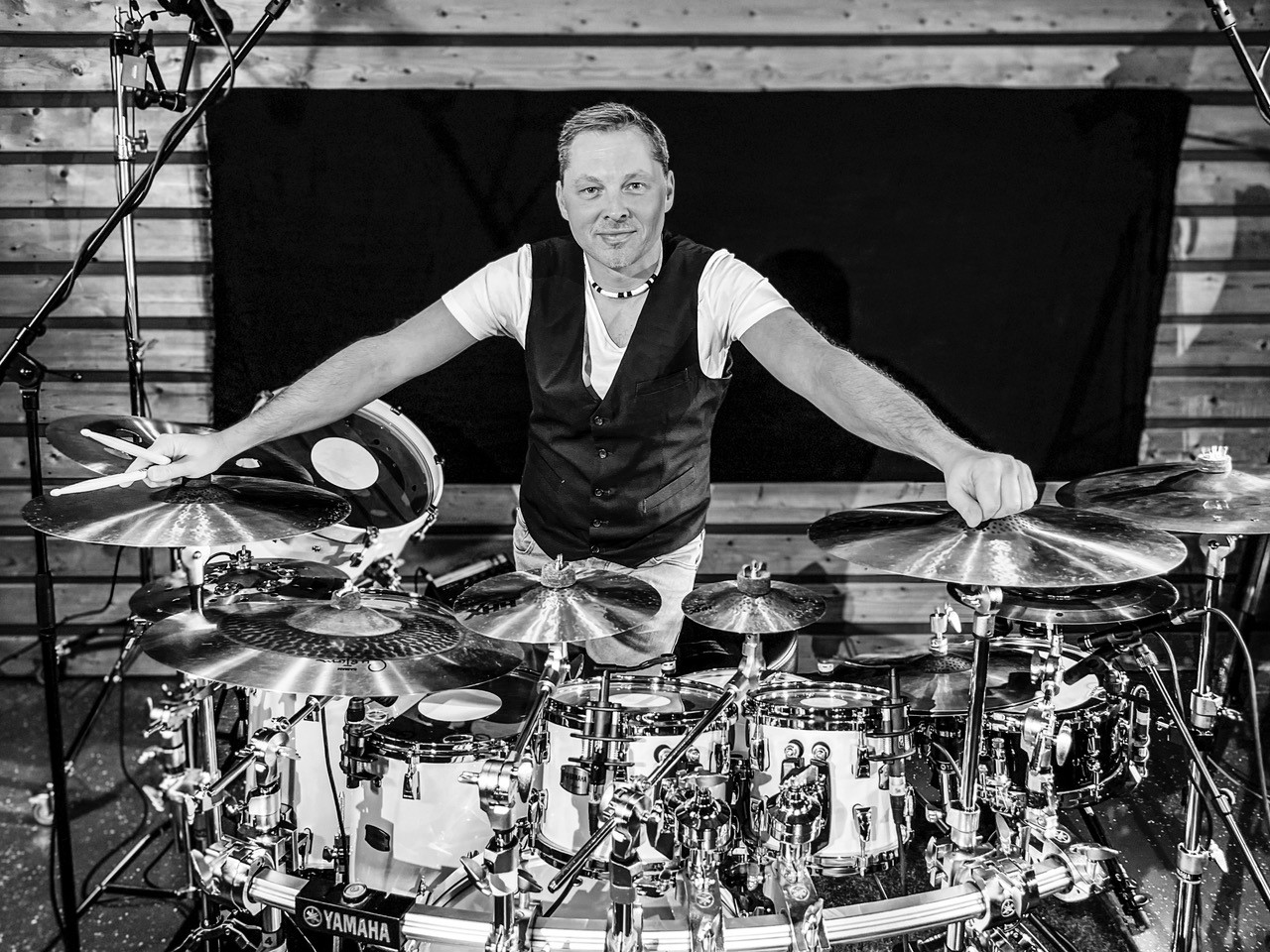
Patrick Metzger, 2022

Patrick Metzger (* 14. November 1979 in Homburg) ist ein deutscher Schlagzeuger, Schlagzeuglehrer, Autor und Dozent.

## Leben
Aufgewachsen in der kleinen Gemeinde Schönenberg-Kübelberg in der Westpfalz, nähe Kaiserslautern, absolvierte Patrick Metzger hier seine Schulzeit von 1986–1996 an der ortsansässigen Grund- und Realschule. Von 1996 bis 2000 machte er eine Ausbildung zum Orthopädietechniker, arbeitete aber danach nie in diesem Beruf weiter. Durch die musikalische Familie war er seit Kindheitstagen im Musikverein aktiv, spielte in der Schulband und später in einigen regionalen Tanz-, Cover-, Rock- und Party-Bands.

## Ausbildung
Die musikalische Ausbildung von Patrick Metzger begann zwar schon an der Kreismusikschule Kaiserslautern, wurde aber erst ab September 2000 ernsthaft, als er an die Berufsfachschule für Musik des Bezirks Mittelfranken in Dinkelsbühl wechselte. Dort erhielt er Unterricht von Joachim Sponsel, Udo Dahmen und Claus Heßler und absolvierte einen pädagogischen Abschluss zum Instrumentallehrer. Nach zwei Gastsemestern 2004–2005 am Conservatorium Maastricht und Unterricht bei Ron van Stratum zog es ihn an die Popakademie Baden-Württemberg nach Mannheim, die er 2008 mit dem Bachelor of Arts abschloss. Zusätzlich nahm er Unterrichtsstunden und besuchte immer wieder Workshops bei namhaften Drummern wie Dom Famularo, Jim Chapin, Dave Weckl, David Garibaldi, Michael Küttner, Jost Nickel, Benny Greb, Bernie Dresel, Chad Wackerman, u. v. m.

## Karriere
Seither ist er als privater Schlagzeuglehrer und Coach tätig. Er leitete Drum-Workshops und Clinics und war Dozent bei Drum-Festivals. Seit Oktober 2021 ist er als Lektor und Fachbereichsleiter Popularmusik an der Gustav Mahler Privatuniversität für Musik in Klagenfurt beschäftigt.
Darüber hinaus ist er als Schlagzeuger für diverse Formationen tätig. Seit 2011 ist er als Drummer für die Sweet Soul Music Revue im Einsatz. Von 2013 bis 2024 war er der Live- und Tour-Drummer der Schlagersängerin Beatrice Egli. Darüber hinaus stand er mit der amerikanischen Country-Sängerin Kate Russel, dem Ex-Toto-Sänger Bobby Kimball, Wallis Bird und Musikern aus der deutschen Szene wie u. a. Guildo Horn, Gregor Meyle, Thomas Anders, Ella Endlich, Rolf Stahlhofen und Claus Eisenmann auf der Bühne. Mit dem persischen Sänger Afschin spielte er Konzerte in Dubai, Armenien, Toronto, Montreal, New York und Amsterdam. Durch seine Tätigkeit als Gast- und Aushilfsmusiker in der deutschen Musikszene in regionalen und überregionalen Formationen, konnte er Kontakte sammeln und ist auch stilistisch breit gefächert.
2010 gründete er in Mannheim seine eigene Schlagzeugschule unter dem Namen „Drumsformers“. Hier bietet er Privatunterricht und Drum Coachings für alle Spiellevel an und bereitet junge Drummer auf die Aufnahmeprüfungen für ein Musikstudium vor.
Im Dezember 2013 wurde er in den Beirat des Schlagzeugverbandes „Percussion Creativ“ gewählt und kümmert sich seither um die Koordination von Drummer-Meetings und Netzwerktreffen in Deutschland.

## Veröffentlichungen
- 2008: DRUMSFORMERS (CD)
- 2014: DRUMTRAINING Playalong (Buch erschienen im HAGE Verlag)
- 2015: DRUMSFORMERS reloaded (CD)
- 2016: DRUMS & BUSINESS (Broschüre im Eigenvertrieb)
- 2017: DRUMTRAINING Tools & Skills (Buch erschienen im HAGE Verlag)
- 2020: DRUMS & BUSINESS (2. Auflage der Broschüre im Eigenvertrieb)
- 2021: DRUMTRAINING Four on the Floor (Buch erschienen im HAGE Verlag)

Von 2014 bis 2019 war er als freier Autor für das deutschsprachige Schlagzeugmagazin „STICKS“ tätig und hat neben drei Workshop-Serien auch eine Kolumne unter dem Titel „Drums & Business“ veröffentlicht. In den Jahren 2008 und 2010 sowie von 2021 bis 2023 schrieb er Beiträge für die Zeitschrift „DRUMHEADS“.

## Equipment
Patrick Metzger ist Endorser für Yamaha Drums, Sabian Becken, Vic-Firth-Sticks und Aquarian Drumheads. Weiterhin nutzt er Beyerdynamic Microphones, Skygel Damperpads und Vision-Ears-Inear-Hörer.